# Гергана Данева
Гергана Кузманова Данева е българска културоложка и политик от „Продължаваме промяната“. Народен представител в XLVII народно събрание.

## Биография
Гергана Данева е родена на 4 април 1989 г. в град Пловдив, Народна република България. Завършва специалност „Културология“ в Софийския университет. Тя има две магистратури, първата е по „Публичен мениджмънт“, ориентиран към европейските институции (дипломата ѝ е от университета по мениджмънт в Лиеж, Белгия). Образованието си е завършила във филиал на университета в София (IFAG – Висше франкофонско училище по администрация и мениджмънт).
На парламентарните избори през ноември 2021 г. като кандидат за народен представител е 2-ра в листата на „Продължаваме промяната“ за 17 МИР Пловдив – област, откъдето е избрана.